# Fear of Rain
Pour plus de détails, voir Fiche technique et Distribution.
Fear of Rain ou Peur de la pluie au Québec est un thriller psychologique américain écrit et réalisé par Castille Landon (en), sorti en 2021.

## Synopsis
Après une longue absence due à une crise hallucinatoire schizophrénique, Rain Burroughs, 17 ans, retrouve enfin ses parents, Michelle et John, et sa maison. Elle retrouve également son lycée, mais remarque aussitôt que ses amis l'évitent à tout prix. En revanche, en classe, elle découvre un nouveau camarade qui s'appelle Caleb. Ce dernier a l'air sympa et, contrairement aux autres, n'a pas peur d'elle. La nuit tombe, elle dort dans la chambre d'ami — car sa chambre est saccagée faute à sa maladie, où elle croit avoir vu une fillette dans le grenier de madame McConnell, sa voisine et aussi sa professeure. Elle crie, et ses parents se l'approchent. Le lendemain, son père accompagne sa fille chez sa voisine : ils visitent la maison qui n'a aucune trace d'un enfant. Déçue, elle se perd un peu et se demande si Caleb est une personne réelle…[incompréhensible]

## Fiche technique
Sauf indication contraire, les informations mentionnées dans cette section peuvent être confirmées par la base de données cinématographiques IMDb,  présente dans la section « Liens externes ».
- Titre original et français : Fear of Rain
- Titre québécois : Peur de la pluie
- Réalisation et scénario : Castille Landon (en)
- Musique : Jamie Muhoberac
- Décors : Shawn Carroll et Alexandra Tibbe
- Costumes : Fernando Rodriguez
- Photographie : Joshua Reis
- Montage : Morgan Halsey
- Production : Dori A. Rath, Joseph J. Restaino, Robert Molloy et Joe Riley
- Sociétés de production : Zero Gravity Management ; Buzzfeed Studios, Hungry Bull Productions, Mirror Image Films et Sweet Tomato Films (coproductions)
- Société de distribution : Lionsgate
- Pays de production :  États-Unis
- Langue originale : anglais
- Format : couleur
- Genre : thriller psychologique
- Durée : 109 minutes
- Dates de sortie :
  - Émirats arabes unis : 11 février 2021 (avant-première mondiale)
  - États-Unis : 12 février 2021
  - France : 26 mai 2021 (DVD)

## Distribution
Source et légende : version française (VF) sur RS Doublage
- Katherine Heigl : Michelle Burroughs
- Madison Iseman (VF : Amandine Vincent) : Rain Burroughs
  - Lyla Restaino : Rain, enfant
- Israel Broussard : Caleb
- Harry Connick Jr. : John Burroughs
- Eugenie Bondurant : Dani McConnell
- Julia Vasi : Alexa
- Enuka Okuma : Ellen
- Hudson Rogers : Malia
- Ashley Abrams : Sylvie

## Production
Le tournage commence en avril 2019 à Tampa et à St. Petersburg, en Floride,,. En novembre de la même année, on annonce que le film est en post-production.
Durant le tournage, le titre du film était I Saw a Man with Yellow Eyes (litt. « J'ai vu un homme aux yeux jaunes »).